# شیپچنیته
شیپچنیته (به بلغاری: Shipchenite) یک منطقهٔ مسکونی در بلغارستان است که در شهرستان گابروو واقع شده است.